# Pselaphodes condylus
Pselaphodes condylus – gatunek chrząszcza z rodziny kusakowatych i podrodziny marników. Występuje endemicznie w Chinach.
Gatunek ten opisali po raz pierwszy w 2011 roku Yin Ziwei, Li Lizhen i Zhao Meijun na łamach Annales Zoologici. Jako miejsce typowe wskazano górę Tai Yang Shan w rezerwacie Kuan Kuo Shui w chińskiej prowincji Kuejczou.
Chrząszcz ten osiąga od 3,39 do 3,77 mm długości i od 1,22 do 1,33 mm szerokości ciała. Ubarwienie ma rudobrązowe. Głowa jest dłuższa niż szeroka. Oczy złożone buduje u samca około 50, a u samicy około 35 omatidiów. Czułki buduje jedenaście członów, z których trzy ostatnie są powiększone, a u samca ponadto człon dziewiąty jest silnie rozszerzony. Przedplecze jest tak długie jak szerokie. Pokrywy są szersze niż dłuższe. Zapiersie (metawentryt) u samców ma stosunkowo krótkie wyrostki. Odnóża przedniej pary mają po małym kolcu na spodach krętarzy i po małym kolcu na spodzie ud. Odnóża środkowej pary również mają po małym kolcu na spodach krętarzy. Odwłok jest duży.
Owad ten jest endemitem Chin, znanym tylko z miejsca typowego w powiecie Suiyang w Kuejczou. Spotykany był na wysokości od 1550 do 1600 m n.p.m.